# Wer weiss, wie nahe mir mein Ende?, BWV 27
Werr weiss, wie nahe mir mein Ende?, BWV 27 (Qui sap si el meu final és proper?), és una cantata religiosa de Johann Sebastian Bach per al setzè diumenge després de la Trinitat, estrenada a Leipzig el 6 d'octubre de 1726.

## Origen i context
Igual que les altres tres cantates destinades a aquest diumenge, la BWV 8, BWV 95 i la BWV 161, el tema és una meditació sobre la mort, presentada com a principi de la vida definitiva i, per tant, destaca l'absurditat de la por a morir, i, ans al contrari, aposta per donar-li la benvinguda. L'evangeli del dia Lluc (7, 11-17), conta la resurrecció del fill duna vídua de Nain. L'autor, desconegut, com és habitual aprofita i transforma himnes antics, en aquest cas, la primera estrofa de la cantata prové de l'himne homònim d'Ämile Julianne von Schwarzbueg-Rudolstadt (1686), Werr weiss, wie nahe mir mein Ende? (Qui sap si el meu final és proper?)), i acaba amb la primera estrofa d'un himne de Johann Georg Albinus (1649), Welt, ade! ich bin dein müde (Món, adéu! N'estic tip, de tu!).

## Anàlisi
Obra escrita per a soprano, contralt, tenor, baix i cor; trompa, dos oboès, oboe da caccia, orgue obligat, corda i baix continu. Consta de sis números.
1. Cor i recitatiu: Werr weiss, wie nahe mir mein Ende? (Qui sap si el meu final és proper?)
2. Recitatiu (tenor):  Mein Leben hat kein ander Ziel (La meva vida no té altre fi)
3. Ària (contralt):  Willkommen! will ich sagen (Benvinguda! Diré a la Mort)
4. Recitatiu (soprano):  Ach, wer doch schon im Himmel wär! (Ah, qui pogués ser ja al Cel!)
5. Ària (baix): ‘Gute Nacht, du Weltgetümmel!’ (Bona Nit, món convuls!)
6. Coral:  Welt, ade! ich bin dein müde (Món, adéu! N'estic tip, de tu!)

La introducció orquestral inicial és un autèntica marxa fúnebre, la soprano canta la melodia del coral doblada pel cor, que és tallat tres cops per tal que soprano, contralt i tenor intercalin un trop o amplificació del text del coral, que fan, pràcticament, com un recitatiu. Després del recitatiu de tenor, es passa a l'ària de contralt amb un acompanyament poc habitual com és l'oboè da caccia i teclat, orgue o clavicèmbal, obligat. El quart número és un recitatiu de soprano, al que segueix l'ària de baix introduïda per la corda, en què s'exposen dues idees oposades que reflecteixen el començament del text, el Gutte Nacht (Bona nit) amb un ritme plaent de sarabanda i weltgetümmel (món convuls) amb un motiu ple d'agitació. El coral acaba amb el tema indicat abans, que de fet no és de Bach, sinó un motet a cinc veus de Johann Rosenmüller. Té una durada aproximada d'uns vint minuts.

## Discografia seleccionada
- J.S. Bach: Das Kantatenwerk. Sacred Cantatas Vol. 2. Nikolaus Harnoncourt, Wiener Sängerknaben & Chorus Viennensis, Hans Gillesberger (director del cor), Concentus Musicus Wien, Paul Esswood, Kurt Equiluz, Siegmund Nimsgern. (Teldec), 1994.
- J.S. Bach: The complete live recordings from the Bach Cantata Pilgrimage. CD 43: Santo Domingo de Bonaval, Santiago de Compostela; 7 d'octubre de 2000. John Eliot Gardiner, Monteverdi Choir, English Baroque Soloists, Katharine Fuge, Robin Tyson, Mark Padmore, Thomas Guthrie. (Soli Deo Gloria), 2013.
- J.S. Bach: Complete Cantatas Vol. 16 . Ton Koopman, Amsterdam Baroque Orchestra & Choir, Johannette Zomer, Annette Markert, James Gilchrist, Klaus Mertens. (Challenge Classics), 2009.
- J.S. Bach: Cantatas Vol. 47. Masaaki Suzuki, Bach Collegium Japan, Hana Blazikova, Robin Blaze, Satoshi Mizukoshi, Peter Kooij. (BIS), 2011.
- J. S. Bach: Church Cantatas Vol. 8. Helmuth Rilling, Gächinger Kantorei, Bach-Collegium Stuttgart, Edith Wiens, Gabriele Schreckenbach, Lutz-Michael Harder, Walter Heldwein. (Hänssler), 1999.
- J.S. Bach: Cantatas for the Complete Liturgical Year Vol. 12. Sigiswald Kuijken, La Petite Bande, Gerlinde Säman, Petra Noskaiova, Christoph Genz, Jan van der Crabben. (Accent), 2011.
- J.S. Bach: Cantatas Nos. 27, 34 & 41. Gustav Leonhardt, Baroque Orchestra, Tolzer Knabenchor, Markus Scäfer, Harry van der Kamp. (Sony Classical), 1995.